# Regiunea Saratov
Regiunea Saratov rusă Саратовская область este o regiune cu o populație de 2.600.000 de locuitori și suprafața de 100.830 km² din Rusia. Regiunea este amplasată în partea europeană a Rusiei la granița cu Kazahstan. Capitala regiunii este orașul Saratov, regiunea este o bază militară importantă rusă fiind în trecut, până în anul 1941, cunoscut sub denumirea  „Republica Volga”.

## Ape mai importante
- Volga cu afluenții:
  - Karamanul Mare,
  - Irgisul Mare și Mic,
  - Jeruslan
  - Terețki.

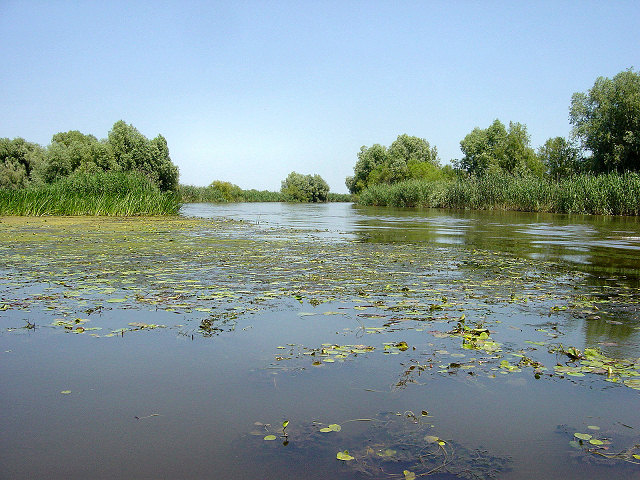
Delta Volgii la Astrahan

- Hopior (un afluent al Donului) cu afluenții:
  - Medvedița,
  - Balanda
- Arceda.
- Barajul Saratov
- Barajul Volgograd

## Regiuni învecinate
| Regiunea Tambov    | Regiunea Pensa | Regiunea Samara   |
| Regiunea Voroneț   |                | Regiunea Orenburg |
| Regiunea Volgograd |                | Kazahstan         |